# Manu Chao
Manu Chao er en fransk Latin-folkesanger med spanske aner. Han blev født 21. juni 1961 i Paris, og hans dåbsnavn er Jose-Manuel Thomas Arthur Chao. Han har tidligere optrådt under navnet Oscar Tramor.
Chao's mor var Basker og hans far fra Galicien. De flygtede til Paris under Francisco Francos diktatur, og Manu Chaos opvækst foregik primært i området omkring Paris.
Manu Chao var et kendt medlem af den parisiske alternative musik-scene, og var blandt andet en del af bands som Hot Pants og Los Carayos. I 1987 stiftede Manu Chao, hans bror Antonio Chao og deres fætter Santiago Casariego bandet Mano Negra. Mano Negra fik en vis succes i Frankrig med hit singlen "Mala Vida", hvorefter de turnérede i Sydamerika. Bandet stoppede i 1995.
Manu Chao synger på fransk, spansk, arabisk, galicisk, portugisisk, engelsk og wolof, og anvender ofte flere af sprogene (eller dem alle) i en enkelt sang. Han er en af verdens bedst sælgende musikere, men er mindre kendt i Nordeuropa og USA.
Musikken er inspireret af mange genrer, såsom rock, fransk chanson, spansk-amerikansk salsa, reggae, ska og algerisk raï. De mange inspirationskilder er blandt andet kommet fra hans opvækst i et indvandrerkvarter i Paris og hans rejser i Mesoamerika efter Mano Negras opløsning. Mange af Chaos tekster handler om kærlighed, om at bo i ghettoer og indvandring, og har ofte venstreorienterede budskaber. Han har derfor mange fans på den europæiske venstrefløj, blandt andet i den globaliseringskritiske bevægelse.
I 2004 producerede Manu Chao Amadou & Mariams album Dimanche à Bamako (Søndag i Bamako).

## Diskografi
Se også Hot Pants, Los Carayos og Mano Negra for tidligere indspilninger.

### Albums
- Clandestino (1998)
- Próxima Estación: Esperanza (2001)
- Radio Bemba Sound System (2002)
- Sibérie m'était contéee (2004)
- La Radiolina (2007)
- Baionarena (2008)

### Singler
- "Bongo Bong" (1999)
- "Clandestino" (2000)
- "Me gustas tú" (2001)
- "Merry Blues" (2001)
- "Mr. Bobby" (2002)

## Eksterne links
- Wikimedia Commons har flere filer relateret til Manu Chao
- Manu Chaos officielle side
- Manu Chao på Allmusic
- Manu Chao på Discogs
- Manu Chao på MusicBrainz
- Manu Chao på Last.fm
- Manu Chao på Myspace
- Manu Chao på SoundCloud